# 洛兰 (俄亥俄州)
洛兰（英語：Lorain）是位于美国俄亥俄州羅藍郡的一座城市 （但不是縣治），位於北部伊利湖畔，面积62.8平方公里。根据2020年美國人口普查，共有65,211人；其中白人占69.7%、非裔美国人占15.94%。